# HSC-3
3ème Escadron d'hélicoptères de combat maritime
Le Helicopter Sea Combat Squadron 3 ou (HELSEACOMBATRON 3 HSC-3), anciennement Helicopter Combat Support Squadron 3 (HC-3 "Pack Rats") et aussi connu sous le nom de "Merlins" est un escadron d'hélicoptères de l'US Navy. Basé à la Naval Air Station North Island, à San Diego en Californie, exploitant le MH-60S Seahawk, c'est un Fleet Replacement Squadron (FRS) pour la côte américaine.
Il forme le personnel navigant et soutient le développement de la flotte sur le MH-60S pour le commandant de l'Helicopter Sea Combat Wing de la  flotte américaine du Pacifique. L'escadron a été créé le 1er septembre 1967 à Naval Air Station Imperial Beach avec le Boeing Vertol Vertol CH-46 Sea Knight pour fournir des services de ravitaillement vertical sur la côte ouest, et a été renommé HSC-3 le 1er avril 2005.

## Galerie

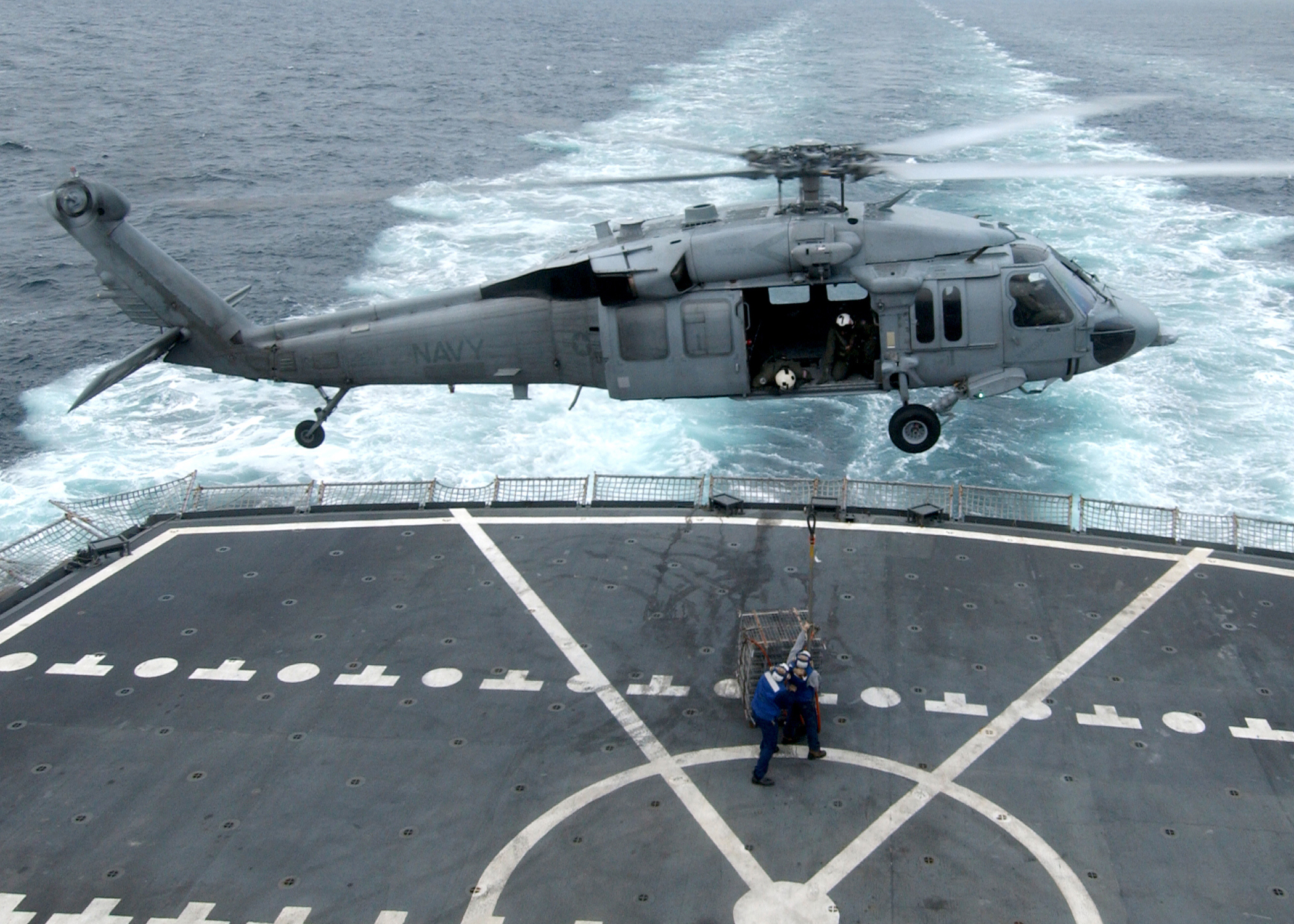
MH-60S Seahawk